# 1251
Het jaar 1251 is het 51e jaar in de 13e eeuw volgens de christelijke jaartelling.

## Gebeurtenissen

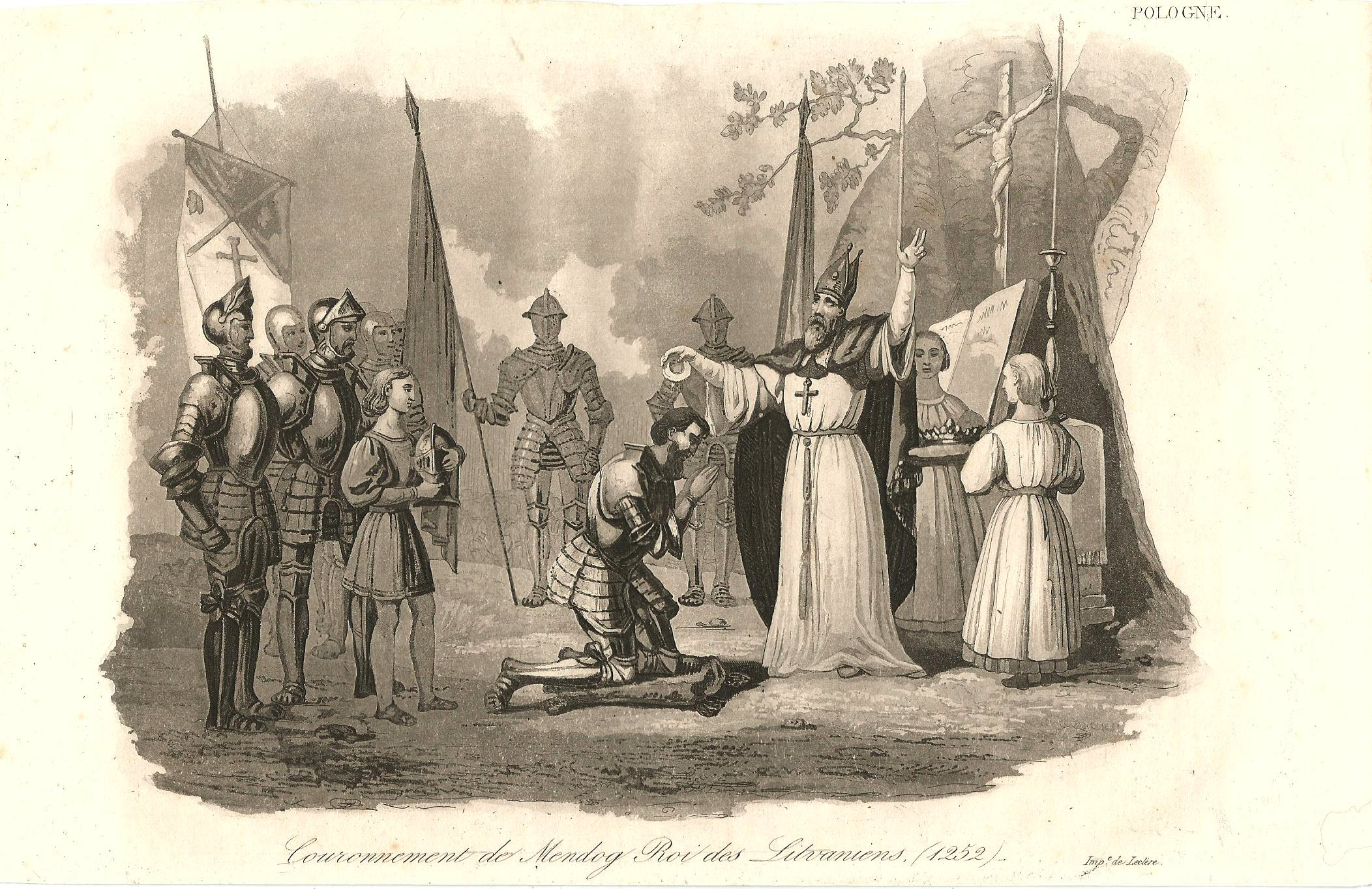
Mindaugas laat zich dopen

- Prins Mindaugas van Litouwen wordt gedoopt. Hij krijgt hierna van paus Innocentius IV de koningstitel.
- Ferdinand III van Castilië verovert Cádiz op de Moren.
- Hendrik III van Silezië en Koenraad verslaan hun broer Bolesław II van Liegnitz, die daarop gedwongen wordt het hertogdom Glogau te creëren met Koenraad als eerste hertog.
- De eerste herderskruistocht: Een grote groep herders en aanverwanten wil naar Palestina om Lodewijk IX te steunen in de Zevende Kruistocht. Ze veroorzaken onlusten in diverse Franse steden en vallen de joden aan.
- Koenraad IV (rooms-koning) valt Italië binnen, om te strijden tegen zijn halfbroer Manfred, die gesteund door paus Innocentius IV de macht in Sicilië probeert te grijpen.
- André de Longjumeau, twee jaar eerder door koning Lodewijk IX van Frankrijk als afgezant naar het Mongoolse hof gestuurd, keert terug naar Palestina. Hij brengt er de koning verslag uit van wat als een mislukte missie beschouwd wordt.
- Het graven van de Lieve, een kanaal van Gent naar het Zwin, neemt een aanvang.
- Stadsrechten voor: Bilzen, Bolesławiec, Merchtem
- Alexander III van Schotland trouwt met Margaretha van Engeland
- Hendrik III van Brabant trouwt met Aleidis van Bourgondië
- Het klooster Koningsveld in Delft wordt gesticht.
- oudst bekende vermelding: Berlijn, Kleverskerke, Leuth, Well (Limburg)

## Opvolging
- Antiochië en Tripoli - Bohemund V opgevolgd door zijn zoon Bohemund VI
- Opper-Lotharingen - Mattheus II opgevolgd door zijn zoon Frederik III
- Mongoolse Rijk - Oghul Ghaymish (regentes) opgevolgd door Möngke
- Oostenrijk - Frederik I van Baden opgevolgd door Ottokar II van Bohemen

## Afbeeldingen

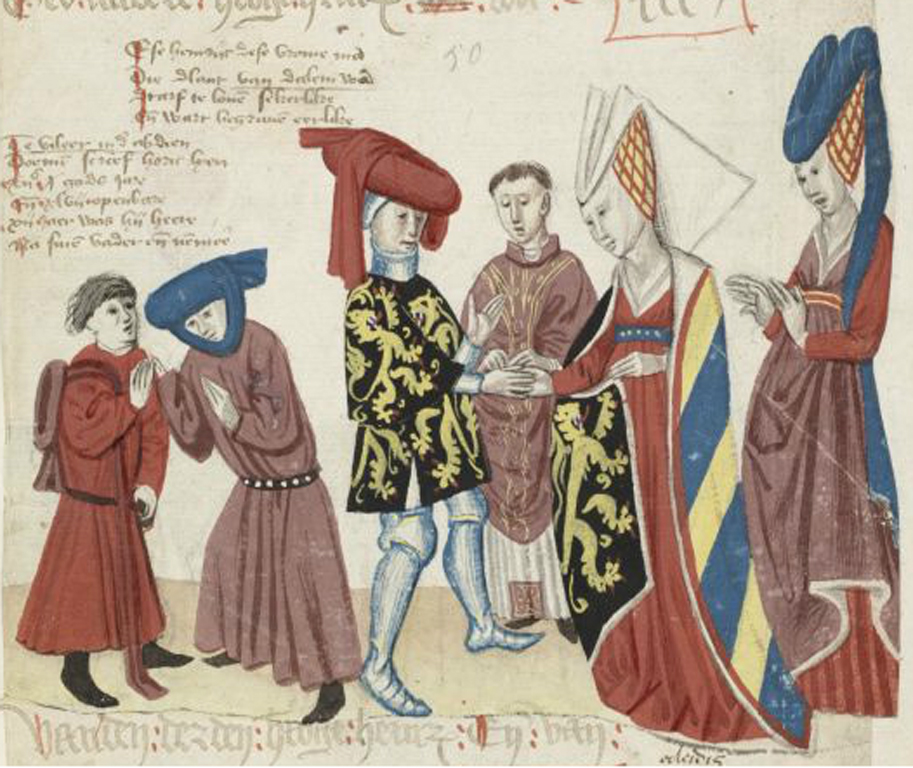
Huwelijk van Hendrik III van Brabant en Aleidis van Bourgondië

## Geboren
- 25 maart - Hugh de Courtenay, Engels edelman
- 5 juni - Hojo Tokimune, shogun van Japan (1268-1284)
- Hendrik IV, hertog van Brabant (1261-1267) (jaartal bij benadering)
- Margaretha van Dampierre, echtgenote van Jan I van Brabant (jaartal bij benadering)

## Overleden
- januari - Bohemund V, vorst van Antiochië (1233-1251)
- 9 februari - Mattheus II, hertog van Opper-Lotharingen
- 6 maart - Johan I Schellaert van Obbendorf, Duits edelman
- 6 juni - Willem van Dampierre (~25), Frans edelman (vertrapt tijdens een toernooi)
- Godan Khan (~45), Mongools leider
- Isobel van Huntingdon (~52), Schots edelvrouw
- Otto I, graaf van Oldenburg
- ibn Sahl (~39), Andalusisch dichter
- Sakya Pandita (~68), Tibetaans geestelijk leider
- Eljigidei, Mongools legerleider (jaartal bij benadering)
- Mattheus II van Lotharingen